# Paul Erman
Paul Erman, född 29 februari 1764 i Berlin, död 11 oktober 1851 i Berlin, var en tysk fysiker, far till Georg Adolf Erman. 
Erman var professor i fysik vid Berlins universitet och sekreterare vid preussiska Vetenskapsakademien. Han författade flera förtjänstfulla avhandlingar om elektricitet och magnetism, vilka utmärker sig för en för hans tid ovanlig reda och kritik.